# Балломар
Балломар (бл. 140 — 172/180) — король маркоманів в 160—172/180 роках. Очільник у Першій Маркоманській війні. Ім'я кельтською мовою перекладається як велика кінцівка (можливо, мав великі або довгі руки).

## Життєпис
Народився близько 140 року. Про його батьків нічого невідомо. Кельтське ім'я на думку дослідників свідчить про родинні зв'язки з кельтами-бойями або котінами. Можливо, Балломар був кельтом, що зміг стати королем маркоманів. Це сталося близько 160 року або трохи пізніше. Згодом очолив маркоманський союз, куди увійшли лангобарди, убії, котіни, квади, маркомани, язигі, вільні даки, костобоки, вандали-лакрінги тощо (загалом 11 племен). Причиною цього став тиск з півночі нових германських племен. 166 року вів перемовини з Марком Яллієм бассом Фабієм Валеріаном, римським проконсулом провінції Верхня Паннонія, щодо залагодженню конфлікту внаслідок нападу лангобардів і убіїв на Паннонію. Тоді ж підняв питання щодо надання земель членам маркоманського союзу для поселення на римській території, але отримав відмову.
З 167 року став здійснювати напади на Паннонію. 169 року з великими силами Балломар перейшов Дунай, невдовзі завдав нищівної поразки 20-тисячній римській армії на чолі із Валеріаном біля Карнунта. За цим було захоплено й сплюндровано важливе місто Олітергій. Після цих успіх сплюндрував Норік, північну Далмацію, взявши в облогу Аквілею, спробувавши увірватися до Італії. Проти нього виступив імператор Марк Аврелій, який зрештою змусив Балломара відступити. Але король маркоманів зберіг контроль над значною частиною Паннонії.
Лише у 170 році вимушено відступив за Дунай внаслідок початку розпаду маркоманського союзу (частина племен на чолі з Баттарієм за отримання грошей замирилася з Римом). Водночас підтвердив союз із костобоками. У 171 році війна продовжилася наступом римлян, що перетнули Дунай. У відповідь спонукав костобоків та вандалів-лакрінгів атакувати північ римської провінції Дакія.
Зрештою 172 року Балломар зазнав поразки, а найважливіші союзники — квади — уклали з римським імператором мирний договір. Внаслідок цього було відкрито шлях на власні землі маркоманів. Подальша доля Балломара достеменно невідома. Найпевніше, він загинув 172 року, оскільки згодом спротив Риму очолив квад Аріогез. Вважається, що Балломара зображено в епізоді XXV Колони Марка Аврелія.